# Дорн, Конрад
Конрад Дорн (нем. Konrad Dorn, род. 29 октября 1962, Фельдкирх, Форарльберг) — австрийский хоккеист, защитник. Участник зимних Олимпийских игр 1984 и 1988 годов.

## Биография
Конрад Дорн родился 29 октября 1962 года в австрийском городе Фельдкирх (по другим данным, в Брегенце).
Занимался хоккеем с шайбой в «Фельдкирхе». Играл в хоккей с шайбой за «Фельдкирх» (1978—1987, 1988—1989, 1991—1992, 1993—1999, 2000—2002, 2004—2005), «Инсбрукер» (1987—1988), «Грац» (1989—1991, 1992—1993). Шесть раз становился чемпионом Австрии (1984, 1994—1998). В 1998 году стал победителем Евролиги.
Считается одним из звёздных хоккеистов в истории «Фельдкирха».
Играл за юношескую и молодёжную сборные Австрии, участвовал в чемпионатах мира в первом и втором дивизионах. В составе сборной Австрии шесть раз участвовал в чемпионатах мира: в 1983, 1985, 1987, 1989 и 1992 годах — во втором дивизионе, в 1996 году — в первом. Провёл на чемпионатах мира 40 матчей, набрал 12 (2+10) очков.
В 1984 году вошёл в состав сборной Австрии по хоккею с шайбой на зимних Олимпийских играх в Сараево, поделившей 9-10-е места. Играл на позиции защитника, провёл 5 матчей, шайб не забрасывал.
В 1988 году вошёл в состав сборной Австрии по хоккею с шайбой на зимних Олимпийских играх в Калгари, занявшей 9-е место. Играл на позиции защитника, провёл 6 матчей, шайб не забрасывал.

## Семья
Старший брат Манфред Дорн (род. 1961) также играл в хоккей за «Фельдкирх», «Инсбрукер» и молодёжную сборную Австрии.